# Chalcionellus palaestinensis
Chalcionellus palaestinensis är en skalbaggsart som först beskrevs av Schmidt 1890.  Chalcionellus palaestinensis ingår i släktet Chalcionellus och familjen stumpbaggar. Inga underarter finns listade i Catalogue of Life.